# 我們的幸福時光
《我們的幸福時光》（韓語：우리들의 행복한 시간）是根據韓國作家孔枝泳在2005年所寫的同名小說改編成電影。

## 劇情簡介
描述了殺人犯允秀和女教授維貞在看守所相識，兩人從彼此身上得到安慰並獲得了重新面對生命的希望與勇氣的故事。

## 演員陣容
- 姜棟元 飾演 鄭允秀
- 李奈映 飾演 文維貞
- 尹汝貞 飾演 莫尼卡修女（維貞的姑媽）
- 鄭永淑 飾演 文維貞的媽媽
- 姜信日 演飾 李主任
- 張鉉誠 飾演 文柳贊（維貞的哥哥）
- 金志暎 飾 朴奶奶
- 崔明秀 飾演 金神父
- 金世東 飾演 徐教導官
- 鄭仁基 飾演 鄭珉錫
- 鄭進（朝鲜语：정진 (1976년)） 飾演 泰宣
- 梁益準 飾演 煥圭
- 尹珠蓮（朝鲜语：윤주련） 飾演 敏玉

## 獎項
| 年份 | 獎項                 | 類別                      | 提名者 | 結果 |
| ---- | -------------------- | ------------------------- | ------ | ---- |
| 2006 | 第27屆青龍電影獎     | 最佳女演員                | 李奈映 | 提名 |
| 2006 | 第27屆青龍電影獎     | 最佳配樂獎                | 李載鎮 | 提名 |
| 2006 | 第14屆韓國春史電影節 | 最佳編劇                  | 張珉石 | 獲獎 |
| 2007 | 第43屆百想藝術大賞   | 電影部門 男子最優秀演技賞 | 姜棟元 | 提名 |